# Thérèse Peltier
Thérèse Peltier (1873 - 1926) fue una escultora francesa y aviadora. Popularmente se cree que fue la primera mujer pasajera y también puede haber sido la primera mujer en pilotar una aeronave más pesada que el aire. Amiga del escultor Leon Delagrange, cuando este se interesó en la aviación Peltier pronto le siguió.
El 8 de julio de 1908 en Turín Peltier voló como pasajera con Delagrange una distancia de 200 metros (656 pies). Sin embargo también se informa que Henri Farman había volado o intentado volar con Mlle P. Van Pottelsberghe en Gante, Bélgica a finales de mayo.
Peltier acompañó a Delagrange a Italia e hizo un vuelo de solo 200 metros a una altura de 2,5 metros en la Plaza Militar de Turín. La fecha de este vuelo es desconocida, pero es informado en la revista italiana semanal L'Illustrazione Italiana del 27 de septiembre de 1908.
Cuando Delagrange murió en un accidente de avión, el 4 de enero de 1910 en Burdeos, Peltier dejó la aviación para siempre.